# Acromastigum
Acromastigum là một chi rêu trong họ Lepidoziaceae.